# Jan Binek
Jan Binek (ur. 10 maja 1926 w Kaliszu, zm. 11 sierpnia 2004) – polski działacz samorządowy i partyjny, pułkownik Ludowego Wojska Polskiego, w latach 1975–1979 prezydent Legnicy.

## Życiorys
Syn Franciszka i Józefy. Służył w Ludowym Wojsku Polskim, doszedł w nim do stopnia pułkownika. W 1951 wstąpił do Polskiej Zjednoczonej Partii Robotniczej. W latach 1954–1974 członek egzekutywy Komitetu Powiatowego PZPR w Legnicy, następnie od 1975 w egzekutywie tamtejszego Komitetu Miejskiego PZPR. Od 1975 do 1979 zajmował stanowisko prezydenta Legnicy, następnie od 1979 pozostawał członkiem egzekutywy i sekretarzem ds. rolnych w Komitecie Wojewódzkim PZPR w tym mieście. Od 1984 do 1985 zajmował fotel prezesa nowo utworzonego Towarzystwa Miłośników Legnicy.
Został pochowany na Cmentarzu Komunalnym w Legnicy (A6/2/8).

## Odznaczenia
W 1998 odznaczony odznaką „Zasłużony dla Legnicy”.